# ガレッジ×ビレッジ
ガレッジ×ビレッジ（がれっじびれっじ）は、テレビ東京系列のバラエティ番組。スキバラ枠（18:30 - 19:00）の月曜日に放送されていた。2007年4月2日から放送開始。ガレッジセールの冠番組。

## 概要
前番組は同じくガレッジセールがMCを務めていたエンジョイガレッジである。なおほかの曜日の番組と違い、番組開始当時は番組内でスキバラのロゴが表示されなかったが2007年6月25日放送分からスキバラのロゴが表示された。
- 視聴率は以前よりも上昇。スキバラトップになることもあった。
- 基本的にゴリチームのイメージカラーは赤、川田チームのイメージカラーは青となっていた。
- 2009年4月6日より帯番組『ピラメキーノ』が開始となる為、同年3月30日をもって終了した。

## ルール

### 借り物バトル
- ガレッジセールとゲストが2チームに分かれ、指定された物・人を指定されたエリア内にいる住民（デパートなどが舞台の場合は来店客）に拝借し、本陣に集めるゲーム。
- 制限時間内にお題となった物・人をすべて本陣（スタート地点）に並べればクリアとなる。拝借しても本陣へ持ち帰らなければクリア条件にカウントされない。
- 前まではゲームをクリアするか否かで、番組最後に舞台となったエリアのコマーシャルを流してPRが出来るか、コマーシャルがお蔵入りになるかを決めていたが、2008年1月7日放送分から、勝利チームがごほうびを貰えるように変更となった。
- クリアの条件は、番組側が以下の4つのうちいずれかを事前に選択する。
  - 番組側が指定した物を2時間以内に100個以上拝借すればクリア。
  - お題が伏せられた全12枚のパネルのうち各チーム1枚ずつめくり、書かれているお題を1個拝借してくれば次のパネルがめくれる。これを繰り返し、2時間以内に2チーム合わせて10種類拝借すればクリア。
  - ガチャガチャでお題を決め、パネルをめくるのと同じ要領で行う。100分以内に2チーム合わせて5種類拝借すればクリア。
  - ゴリ軍と川田軍との対抗ルールで行い、お題はガチャガチャで決定。相手チームより先に3種類拝借すればクリア。ただし、両チームとも100分以内にクリアできなければ引き分け(2007年7月9日放送分から毎回このルールになっていた)。
- お題には、『賞状』や『真珠のネックレス』などの単純なものから、『着メロが○○の人』『○○が出来る人』などの人、『難読漢字』『なぞなぞの答えになる物』『ランキング上位』などクイズ形式になっているものなど様々ある。
- 移動手段に車を使用してもよい。
- 対決ルールの場合は、以下の追加ルールがある。
  - ゲーム中、各チーム1回だけじゃまカードを1枚引いて、引いた内容を相手チームに従わせることが出来る。ババ抜きの要領で4枚のカードのうち1枚を引くため内容は選べないが、『二人三脚10分』や『しゃべり禁止10分[1]』など、相手を不利に陥れるものである。一番便利なのが『借り物1個没収』だが、最終回まで引くことはなかった。また4枚の中にあったとしても、別のじゃまカードを引いている。
  - じゃまカードの内容は、『○○10分』の時間制限があるものが多かったが、クリアするまで終わらない内容(じゃんけん3連勝など)もあった。一番じゃまカードの拘束が長かったのは、ボウリングでストライクを2回連続で出さなければならないじゃまカードだった。ゴリ軍は借り物バトルが終わるまでボウリングを続けていた。
  - 相手チームが拝借した地点で、自分のチームの拝借した数が相手チームを下回っている場合に限り服に仕掛けられた電流が流れるというお仕置きがある。
  - 基本はゴリチームVS川田チームだが、過去2回ガレッジセールVSバナナマンのコンビ対決で行われたことがあり、この時は最終的に負けたコンビは罰ゲームとしてフンドシ一丁で寒い目にあう（1回目は遊園地内の南極館に行く、2回目は冷凍のたい焼きを食べる）。また、バナナマンはガレッジの奉行姿に対抗して飛脚やバカ殿の姿をしている。
  - 2009年3月23日と30日は100回突破記念と称され『借り物キング決定戦』という名でガレッジ軍（ガレッジセール）、多国籍軍（トータルテンボス、ボビー・オロゴン）、アイドル軍（佐藤唯、柳原可奈子ら）の3組による対決がおこなわれた。

### カイトウ!ガレッジ
- ゴリチームと川田チームとの2チーム対抗戦。ゲストが各チーム1人ずつ入る。
- ラウンド最初に問題ジャンルとカイトウ仲間（そのラウンドだけチームの一員としてクイズに参加する一般人）に出来る人の条件が各チームそれぞれ提示される。カイトウ仲間の条件に合った人を探し出し、LEVEL1～LEVEL3の問題を誰が担当するかを決めてクイズに挑戦。3人ともが担当した問題を正解出来れば1ポイント獲得。誰か1人でも不正解だと服に仕掛けられた電流が流れるお仕置きがある。
  - FINALラウンドに限り両チーム共通の問題が出され、3人とも正解すれば2ポイント。
- 全4ラウンドで合計ポイントの多かったチームの勝利となりごほうびが貰える。同点の場合は両チームごほうびなしとなった。

### グルメすごろく
- ゴリ家チームと川田家チームとの2チーム対抗戦。ゲストが各チーム入る。
- 1～4のサイコロをふってマスを進んでいく。マスには、『グルメマス』（マスに記されたいろんなグルメを堪能できる）『バトルマス』（与えられたテーマをこなす。チーム全員が失敗したら一回休み。）『○○な目にあいマス』(苦痛な目に合う)などが用意されている。
- 先にゴールしたチームの勝利となる。負けたチームは服に仕掛けられた電流が流れるお仕置きを受けた上、このすごろくで食べたものの総合金額を全額支払う。

### スペシャル
2008年3月28日金曜日に初のゴールデンでの放送だった。内容については、キンコンヒルズを参照。

## 出演者
- ガレッジセール
- 増田和也（当時テレビ東京アナウンサー）
- 繁田美貴（テレビ東京アナウンサー、不定期）
- 森一丁（ナレーター）

## これまでに登場した主なゲスト
- 香田晋
- 長州小力
- 夏川純
- インパルス(堤下敦・板倉俊之)
- 山田花子
- 矢口真里
- 里田まい
- フットボールアワー
- 品川庄司(品川祐・庄司智春)
- 西川史子
- まちゃまちゃ
- なだぎ武＆友近（ディラン＆キャサリン）
- 安めぐみ
- ブラックマヨネーズ(小杉竜一・吉田敬)
- ボビー・オロゴン
- FUJIWARA(藤本敏史・原西孝幸)
- スザンヌ
- 磯山さやか
- 吉澤ひとみ
- つるの剛士
- 南明奈
- さとう里香
- 山本高広
- 佐藤唯
- 狩野英孝
- ジャリズム
- ハイキングウォーキング
- 木下優樹菜
- はるな愛他多数

## スタッフ
- 監修 : 斉藤敏豪
- 構成 : 桝本壮志、なんざん、八代丈寛 ／ なかじまはじめ
- ブレーン : 鈴木工務店、たちばなひとなり、北本かつら
- CAM : 元木宏、佐藤大視
- VE : 高坂淳平、大塚高矢
- AUD : 増田周生
- 美術プロデューサー : 三浦良文
- 美術デザイン : 薬王寺哲朗
- タイトル : SHASHAMIN
- メイク : 横山愛
- VTR編集 :
- MA : 吉田優貴
- 音効 : 平澤亜希（佳夢音）
- 番宣 : 大石淳子（テレビ東京）
- リサーチ : VISPO
- AP : 竹内美佳（テレビ東京）
- ディレクター : 山本カンスケ、小川剛、花輪和伯、西田賢、島田健作、水野亮太
- 演出 : 浜谷晃一（テレビ東京）
- プロデューサー : 山崎圭介・大庭竹修（テレビ東京）、高畑正和（よしもとクリエイティブ・エージェンシー）、立石憲一郎
- 技術協力 : 八峯テレビ、映像通信
- 美術協力 : テレビ東京アート
- スタッフ協力 : ジャパンPRODUCE
- 制作協力 : 吉本興業
- 製作著作 : テレビ東京

### 過去のスタッフ
- 美術進行 : 小越敏彦
- VTR編集 : 掛川高志・関正一（麻布プラザ）
- MA : 中尾和博（麻布プラザ）

## 放送局
| 放送対象地域   | 放送局                | 系列           | 放送時間                     | ネット状況 |
| -------------- | --------------------- | -------------- | ---------------------------- | ---------- |
| 関東広域圏     | テレビ東京（TX）      | テレビ東京系列 | 月曜 18:30 - 19:00           | 制作局     |
| 愛知県         | テレビ愛知（TVA）     | テレビ東京系列 | 月曜 18:30 - 19:00           | 同時ネット |
| 大阪府         | テレビ大阪（TVO）     | テレビ東京系列 | 月曜 18:30 - 19:00           | 同時ネット |
| 岡山県・香川県 | テレビせとうち（TSC） | テレビ東京系列 | 月曜 18:30 - 19:00           | 同時ネット |
| 福岡県         | TVQ九州放送（TVQ）    | テレビ東京系列 | 月曜 18:30 - 19:00           | 同時ネット |
| 北海道         | テレビ北海道（TVh）   | テレビ東京系列 | 日曜 11:30 - 12:00           | 遅れネット |
| 三重県         | 三重テレビ（MTV）     | 独立局         | 金曜 2:35 - 3:05（木曜深夜） | 遅れネット |
| 和歌山県       | テレビ和歌山（WTV）   | 独立局         | 月曜・火曜 18:00 - 18:30     | 遅れネット |
| 宮城県         | ミヤギテレビ（MMT）   | 日本テレビ系列 | 木曜 0:26 - 0:56（水曜深夜） | 遅れネット |
| 石川県         | 北陸放送（MRO）       | TBS系列        | 月曜 15:55 - 16:25           | 遅れネット |
| 熊本県         | 熊本放送（RKK）       | TBS系列        | 水曜 0:44 - 1:14（火曜深夜） | 遅れネット |
| 鹿児島県       | 南日本放送（MBC）     | TBS系列        | 水曜 0:25 - 0:55（火曜深夜） | 遅れネット |
| 新潟県         | 新潟放送（BSN）       | TBS系列        | 不定期放送                   | 遅れネット |
| 広島県         | 中国放送（RCC）       | TBS系列        | 不定期放送                   | 遅れネット |
| 広島県         | テレビ新広島（tss）   | フジテレビ系列 | 不定期放送                   | 遅れネット |

途中打ち切りのネット局
いずれの局も遅れネット。
| 放送対象地域 | 放送局            | 系列           | 放送時間                     |
| ------------ | ----------------- | -------------- | ---------------------------- |
| 長野県       | 信越放送（SBC）   | TBS系列        | 木曜 0:25 - 0:55（水曜深夜） |
| 長崎県       | テレビ長崎（KTN） | フジテレビ系列 | 土曜 1:15 - 1:45（金曜深夜） |